# رموز مندرين صوتية 2
كانت كرشنة رموز مندرين الصوتية 2 بالحروف الأبجدية اللاتينية نظاما رسميا مستعملا في جمهورية الصين، على أن تحل محل رموز مندرين الصوتية الأولى التي كانت مستصعبة آنذاك، ثم تعوضت بنظام تنغينغ بينيين سنة 2002؛ بيد أنها، رغم قلة استعمالها الآن، تظل منشورة في بعض النصوص الحكومية ومستخدمة في قواميس قديمة نسبيا.